# Ulreichsberg (Gemeinde St. Aegyd)
Ulreichsberg ist eine Ortschaft von St. Aegyd am Neuwalde im Bezirk Lilienfeld in Niederösterreich.

## Geografie
Ulreichsberg befindet sich nordwestlich des Hohen Ulreichsberges zwischen Gscheid und Annaberg und am Zusammenfluss von Karnerbach und Rottenbach. Weiter östlich des Ortes befindet sich eine kleine Siedlung mit Wochenendhäusern. Zu Ulreichsberg gehören auch der Weiler Tobiasl  und die Rotte Fadental. Aus den ausgedehnten Wäldern quellen die Salza und die Walster hervor.

## Geschichte

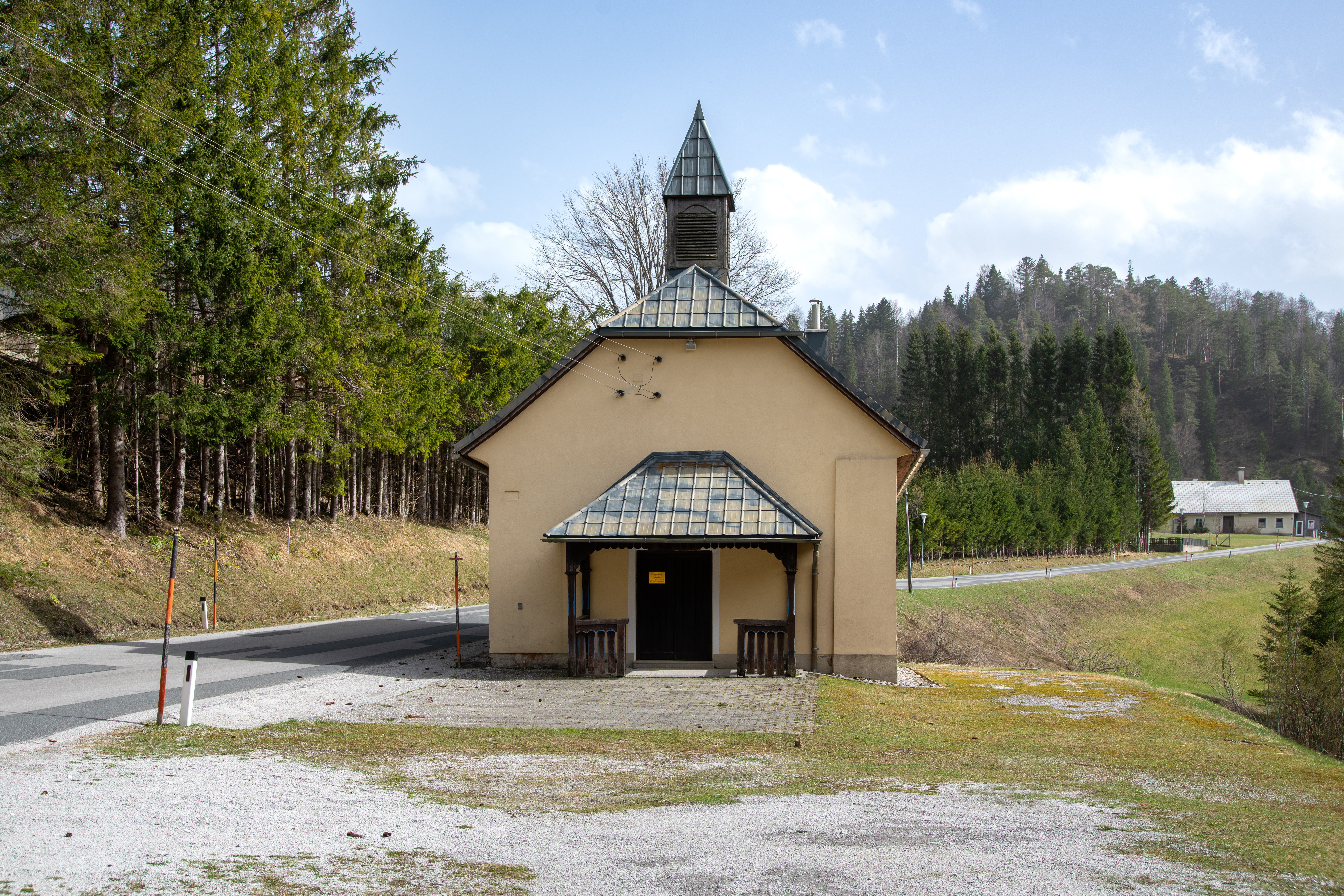
Evangelisches Bethaus (2024)

Das Gebiet gehörte ursprünglich zur Herrschaft Hohenberg und gelangte 1627 durch Kauf an Johann Balthasar Graf von Hoyos.  Für das Hüttenwerk in Schmelz begann man 1773 mit Schlägerungen, wozu später auch evangelische Holzknechte aus dem nahen Ötschergebiet beschäftigt wurden, die um die Mitte des 18. Jahrhunderts aus dem oberösterreichischen Gosau gekommen waren. Diese ließen sich in der Rotte Fadental nieder.
Am Beginn des 20. Jahrhunderts standen in Ulreichsberg 27 Häuser mit rund 170 Bewohnern. Die Familien der Holzknechte waren zumeist Selbstversorger mit einer kleinen Landwirtschaft, die von den Frauen betrieben wurde, wobei der Grund im Eigentum der Grafen Hoyos stand. Erst ab 1923 konnten die Holzknechte den Boden erwerben.
In den 1930er Jahren bot der Fremdenverkehr ein bescheidenes neues Standbein und auch mancher Holzknecht baute seine bescheidene Hütte für Sommergäste aus, andere wanderten hingegen ab. Laut Adressbuch von Österreich war im Jahr 1938 in Ulreichsberg ein Gastwirt ansässig. Zwischen Juni und November 1944 wurden von der Forstverwaltung Hoyos 10 bis 12 ungarische Juden, darunter auch Frauen und Kinder, zwangsweise für Waldarbeiten eingesetzt.
Nur langsam wurde nach dem Zweiten Weltkrieg die Infrastruktur ausgebaut, Elektrizität wurde 1951 eingeleitet und erst 1981 erfolgte der Anschluss an das öffentliche Telefonnetz, sodass Arbeitslosigkeit mit Abwanderung einherging. Die 1959–1961 neu errichtete Volksschule wurde bereits 1974 wieder geschlossen. Die verlassenen Häuser wurden und werden zu Zweitwohnsitzen umgebaut oder dem Verfall preisgegeben.

## Persönlichkeiten
- Traugott Kraft (1838–1911), Sohn eines Ulreichsberger Holzknechts und Lehrer in Ulreichsberg